# Габедава, Георгий
Георгий Габедава (груз. გიორგი გაბედავა; род. 3 октября 1989, Зугдиди или Тбилиси) — грузинский футболист, нападающий тбилисского «Динамо». Выступал за молодёжную сборную Грузии до 21 года.

## Биография

### Клубная карьера
Первый тренер — Элгуджа Кометиани. Выступал за команды — «Одиши 2001», «Мглеби» (сейчас — «Зугдиди») и «Олимпи» из города Рустави.
В 2009 году попал в тбилисский клуб «Гагра». В первой половине сезона 2009/10 в чемпионате Грузии забил 10 мячей в 19 матчах. В матче против тбилисского «Динамо» Габедава забил 4 гола. На зимние сборы 2010 года Георгий отправился вместе с «Гагрой», в товарищеском матче против мариупольского «Ильичёвца» (0:3, в пользу «Гагры»), его заметили тренера «Ильичёвца». В феврале 2010 года его заявили за «Ильичёвец» под номером 55. В Премьер-лиге Украины дебютировал 27 февраля 2010 года в выездном матче против запорожского «Металлурга» (2:0), Габедава вышел на 62 минуте вместо Вадима Мельника. Главный тренер «Ильичёвца» Илья Близнюк отмечал хороший удар Габедавы.

### Карьера в сборной
Выступал за молодёжную сборную Грузии до 21 года в 2009 году.